# Ski Montcalm
Ski Montcalm est une station de ski alpin familiale située à Rawdon, dans la région québécoise de Lanaudière, au Canada, depuis 1969.

## Histoire
Ski Montcalm a été fondé en 1969 par Tadek Barnowski, ancien champion de ski polonais, qui est venu au Québec pour des opportunités d'affaires avec son métier d’ingénieur en remontées mécaniques. Après la découverte et le défrichement la montagne, il érige des remontées mécaniques et développe graduellement les trois versants de la montagne.
Après plusieurs années d'opération, la gestion du centre de ski a été reprise par les enfants du fondateur, John et Joanna Barnowski, qui continuent d'améliorer les installations de la montagne, notamment avec la construction d'un nouveau chalet principal à la base de la montagne, l'optimisation du système d'enneigement artificiel et la construction de pistes de glissades sur tubes,.

## Description technique
Le domaine skiable est réparti sur trois versants comptant un total de 25 pistes, dont 9 pistes débutantes, 9 pistes de niveau intermédiaire et 7 pistes de niveau avancé. L'altitude au sommet est de 330 mètres tandis que celle à la base de la montagne est de 185 mètres. La dénivelée maximale est de 145 mètres. La piste la plus longue, située sur le versant nord de la montagne, couvre une distance de 1 609 mètres.
Alors que la façade de la montagne est équipée d'une remontée mécanique aérienne non-débrayable quadruple pour accéder au sommet, il y a également une plus petite remontée mécanique non-débrayable double pour accéder à la pente école, un tapis roulant pour accéder au parc pour débutants et un téléski uniquement en fonction lorsque la remontée principale est hors service.
Le versant sud de la montagne, qui est recouvert uniquement de neige naturelle, est desservi par une remontée mécanique aérienne non-débrayable triple. Un ancien téléski peu entretenu est également présent en cas de défaillance de la remontée principale.
Le versant nord est desservi essentiellement par une remontée mécanique aérienne non-débrayable triple identique à celle du versant sud. Occasionnellement, l'extrême nord est desservi par une remontée mécanique aérienne non-débrayable double, similaire à celle de la pente école en façade de la montagne, qui survol le grand parc à neige de la station.
Un ajout récent à la montagne, les glissades sur tubes, situées entre la façade de la montagne et le versant nord, sont desservies par un fil à neige, qui assure la remontée des tubes et des clients,.

## Services disponibles

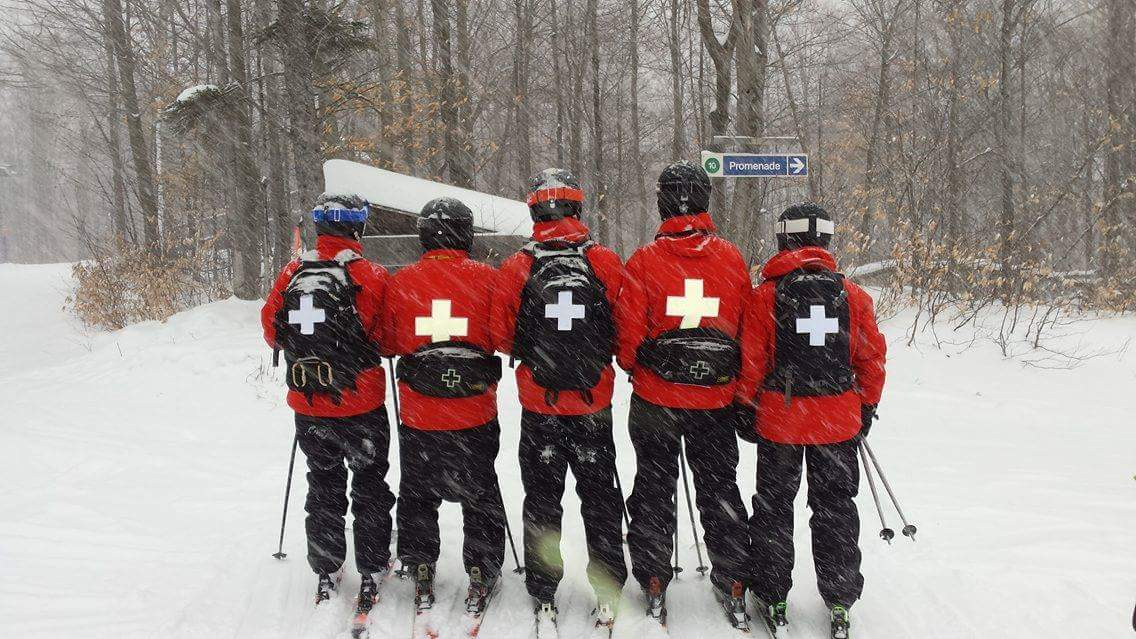
Cinq membres de la Patrouille canadienne de ski à Ski Montcalm en mars 2017

Une école de glisse, formellement reconnue par l' Alliance des moniteurs de ski du Canada (AMSC) et l'Association canadienne des moniteurs de surf des neiges (ACMS), a été mise sur pied pour initier de nouveaux sportifs aux sports de glisse.
Un service de secourisme, tel que prescrit dans le Règlement sur la sécurité dans les stations de ski alpin de la Loi sur la sécurité dans les sports, a été établi de par la station, en étroite collaboration avec la Patrouille canadienne de ski. Des patrouilleurs certifiés en premiers soins avancés, opérations techniques sur neige et en évacuation des remontées mécaniques aériennes assurent la prestation de services d'évacuation et de premiers soins avancés en montagne.
Un petit club de compétition est également impliqué avec la station dans des compétitions de ski de niveau local et régional, notamment avec les centres de ski situés en Mauricie,. Et un nouveau club freestyle a été ajouté à la montagne en 2021 le club zénith  
Ski Montcalm est membre de l'Association des stations de ski du Québec (ASSQ).
Ski Montcalm n'offre pas de ski de soirée, à l'exception de rares événements ayant lieu après le coucher du soleil, notamment pour financer le club de compétition ou la patrouille de la montagne.
Un service de cafétéria, offrant des repas complets, ainsi qu'un café-bistro nouvellement rénové, sont à la disposition des clients skieurs. Un chef cuisinier supervise les activités de la cuisine.

## Compétiteurs
La grande région de Lanaudière contient plusieurs centres de ski alpin, qui agissent comme compétiteurs pour Ski Montcalm, tant pour les utilisateurs réguliers que pour les services de l'école de glisse :
- Val Saint-Côme
- Ski La Réserve
- Groupe Plein Air Terrebonne
- Ski Garceau